# Tessonnière
Tessonnière – miejscowość i dawna gmina we Francji, w regionie Nowa Akwitania, w departamencie Deux-Sèvres. W 2016 roku populacja ówczesnej gminy wynosiła 315 mieszkańców. 
Dnia 1 stycznia 2019 roku połączono dwie wcześniejsze gminy: Airvault oraz Tessonnière. Siedzibą gminy została miejscowość Airvault, a nowa gmina przyjęła jej nazwę. 